# 上越市の学校一覧
上越市の学校一覧（じょうえつしのがっこういちらん）は、新潟県上越市にある、学校教育法に定めのある各学校の一覧。

## 幼稚園

### 国立
- 上越教育大学附属幼稚園

### 市立
- 上越市立高田幼稚園

### 私立
| - いずみ幼稚園 - 明照幼稚園 - たちばな春日幼稚園 - たちばな幼稚園 - 聖公会紅葉幼稚園 | - 真行寺幼稚園 - 上越カトリック天使幼稚園 - 聖公会聖上智幼稚園 - マハヤナ幼稚園 |

## 小学校

### 国立
- 上越教育大学附属小学校

### 市立
| - 上越市立大手町小学校 - 上越市立東本町小学校 - 上越市立南本町小学校 - 上越市立黒田小学校 - 上越市立飯小学校 - 上越市立富岡小学校 - 上越市立稲田小学校 - 上越市立和田小学校 - 上越市立大和小学校 - 上越市立春日小学校 - 上越市立高志小学校 - 上越市立諏訪小学校 - 上越市立三郷小学校 - 上越市立戸野目小学校 - 上越市立上雲寺小学校 - 上越市立大町小学校 - 上越市立高士小学校 - 上越市立八千浦小学校 - 上越市立直江津小学校 - 上越市立古城小学校 - 上越市立直江津南小学校 - 上越市立北諏訪小学校 - 上越市立保倉小学校 - 上越市立有田小学校 - 上越市立春日新田小学校 - 上越市立国府小学校 - 上越市立谷浜小学校 | - 上越市立高田西小学校 - 上越市立安塚小学校 - 上越市立浦川原小学校 - 上越市立大島小学校 - 上越市立牧小学校 - 上越市立柿崎小学校 - 上越市立上下浜小学校 - 上越市立下黒川小学校 - 上越市立大潟町小学校 - 上越市立南川小学校 - 上越市立大瀁小学校 - 上越市立明治小学校 - 上越市立吉川小学校 - 上越市立中郷小学校 - 上越市立針小学校 - 上越市立豊原小学校 - 上越市立宮嶋小学校 - 上越市立山部小学校 - 上越市立清里小学校 - 上越市立三和小学校 - 上越市立宝田小学校 |

## 中学校

### 国立
- 上越教育大学附属中学校

### 市立
| - 上越市立城北中学校 - 上越市立城東中学校 - 上越市立城西中学校 - 上越市立雄志中学校 - 上越市立八千浦中学校 - 上越市立直江津中学校 - 上越市立直江津東中学校 - 上越市立春日中学校 - 上越市立潮陵中学校 - 上越市立東頸中学校 | - 上越市立牧中学校 - 上越市立柿崎中学校 - 上越市立大潟町中学校 - 上越市立頸城中学校 - 上越市立吉川中学校 - 上越市立中郷中学校 - 上越市立板倉中学校 - 上越市立清里中学校 - 上越市立三和中学校 - 上越市立名立中学校 |

## 中等教育学校
- 新潟県立直江津中等教育学校

## 高等学校

### 県立
| - 新潟県立久比岐高等学校 - 新潟県立高田北城高等学校 - 新潟県立高田高等学校 - 新潟県立上越総合技術高等学校 | - 新潟県立高田農業高等学校 - 新潟県立高田商業高等学校 - 新潟県立有恒高等学校 - 新潟県立高田南城高等学校 |

### 私立
| - 上越高等学校 | - 関根学園高等学校 |

## 大学
- 上越教育大学
- 新潟県立看護大学

## 特別支援学校
- 新潟県立高田特別支援学校
- 新潟県立上越特別支援学校
- 新潟県立吉川高等特別支援学校
- 新潟県立長岡聾学校 高田分校

## 専修学校
- 上越保健医療福祉専門学校
- 新堀芸術学院
- 上越情報ビジネス専門学校
- 上越看護専門学校

## 各種学校
- 上越和裁学院